# Quart de les Valls (ort)
Quart de les Valls är en ort i Spanien.   Den ligger i provinsen Província de València och regionen Valencia, i den östra delen av landet, 300 km öster om huvudstaden Madrid. Quart de les Valls ligger 38 meter över havet och antalet invånare är 1 087.
Terrängen runt Quart de les Valls är kuperad åt nordväst, men åt sydost är den platt. Runt Quart de les Valls är det tätbefolkat, med 411 invånare per kvadratkilometer. Närmaste större samhälle är Sagunto, 5,6 km söder om Quart de les Valls. Trakten runt Quart de les Valls består till största delen av jordbruksmark.